# Lliga Regionalista de les Illes Balears
La Lliga Regionalista de les Illes Balears és un partit polític d'àmbit balear d'ideologia regionalista balear fundat al febrer de 2011 pel que havia estat Conseller de Medi Ambient del Govern Balear del Partit Popular i batle de Sa Pobla Jaume Font.
Al març de 2011 va aconseguir un acord de col·laboració amb Unió Menorquina.
Ha presentat candidatures de cara a les eleccions al Parlament de les Illes Balears, municipals i eleccions al Consell Insular de Mallorca de 2011.
El juny de 2012 anuncià un procés de confluència amb Convergència per les Illes, Es nou Partit d'Eivissa i Unió Menorquina. El novembre de 2012 aquestes formacions crearen el nou partit Proposta per les Illes.